# Вербілеу
Вербілеу (рум. Vărbilău) — село у повіті Прахова в Румунії. Адміністративний центр комуни Вербілеу.
Село розташоване на відстані 84 км на північ від Бухареста, 28 км на північ від Плоєшті, 58 км на південний схід від Брашова.

## Населення
За даними перепису населення 2002 року у селі проживали 3812 осіб. Усі жителі села рідною мовою назвали румунську.
Національний склад населення села:
| Національність | Кількість осіб | Відсоток |
| -------------- | -------------- | -------- |
| румуни         | 3462           | 90,8%    |
| цигани         | 349            | 9,2%     |